# オンツツジ
オンツツジ（雄躑躅 学名Rhododendron weyrichii）はツツジ科ツツジ属の落葉低木。
九州中南部、四国、紀伊半島に分布する襲速紀要素の樹木である。他のミツバツツジ類よりも大型で、花や葉が大きい。4月から5月にかけて5 cmの朱色の花をつける。
オンツツジの群生地として、天然記念物の船窪つつじ公園が有名である。

## 画像

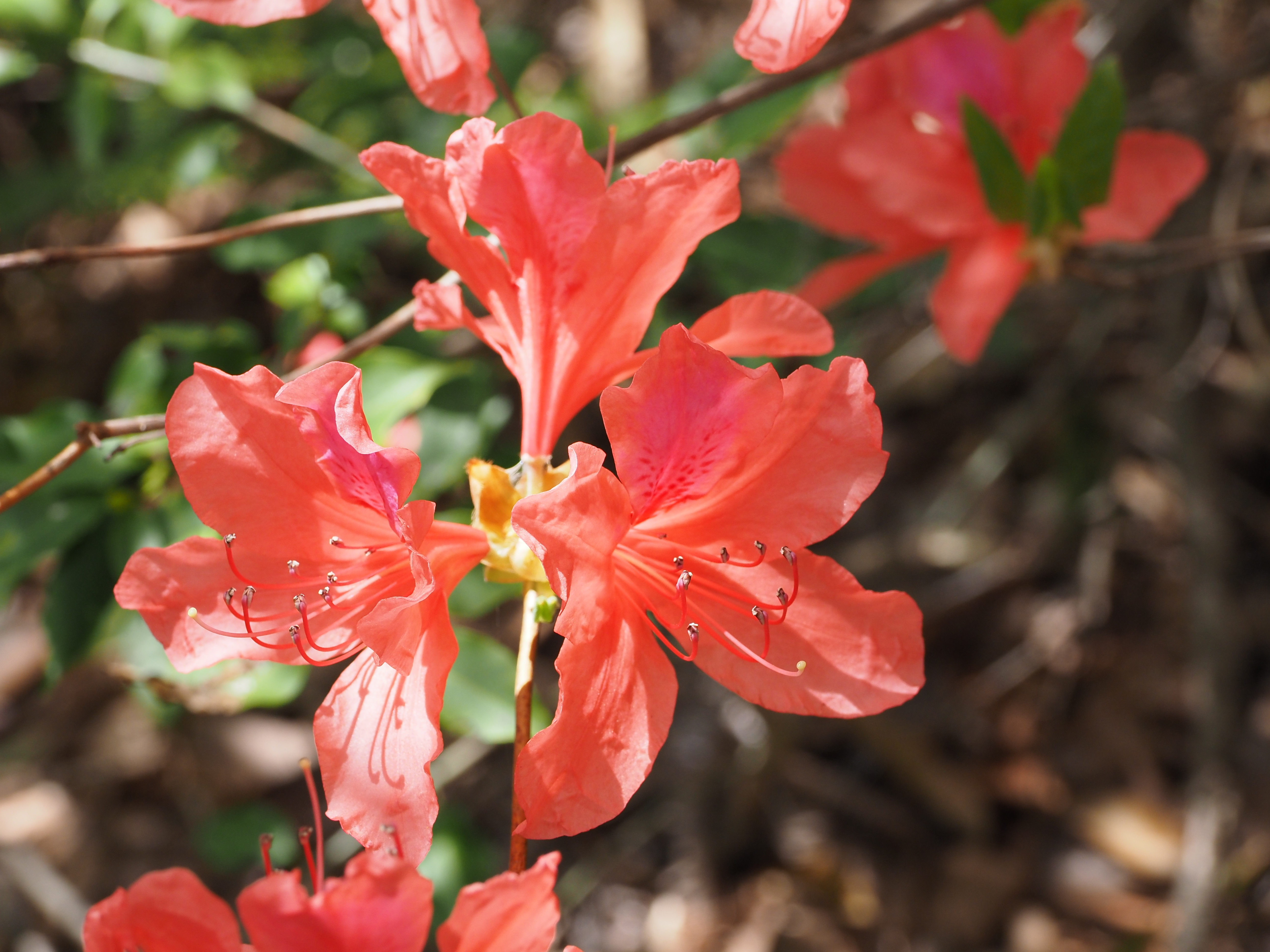
オンツツジ Rhododendron weyrichii